# イタリア・トゥッリタ

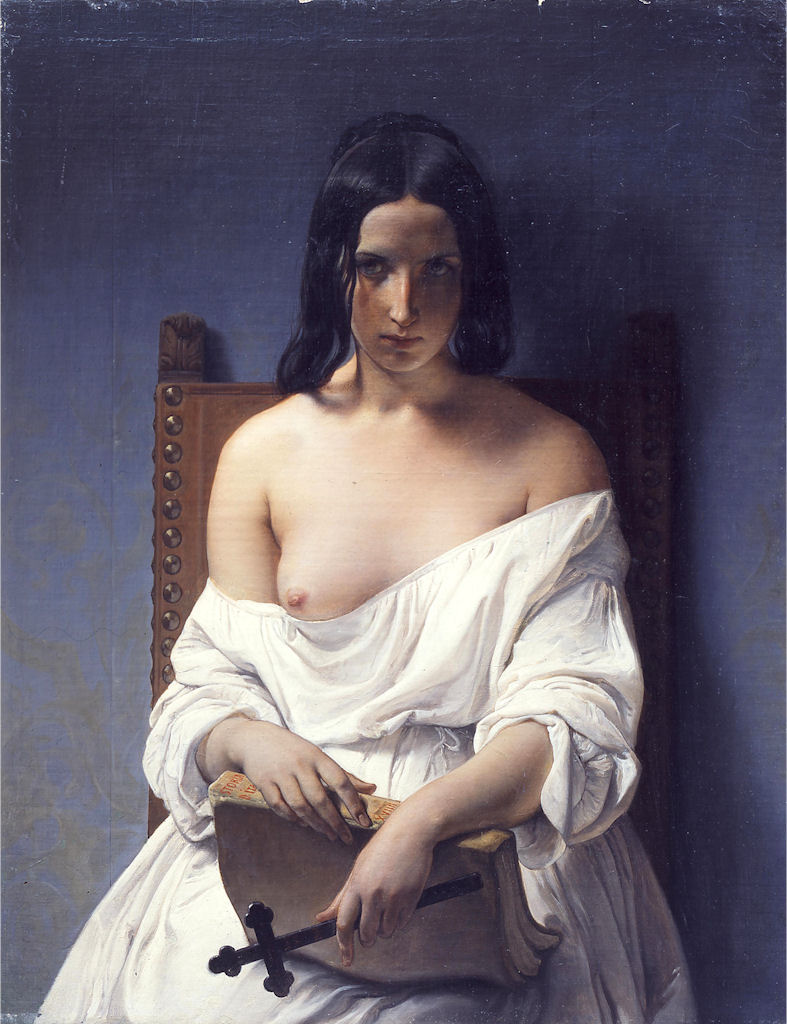
『十字架を持つイタリア・トゥッリタ』（フランチェスコ・アイエツ作）
リソルジメント期の絵画。ハプスブルグ帝国への反乱であるミラノの5日間で殉死したイタリア人を悼んで描かれた。

イタリア・トゥッリタ（Italia Turrita）は、イタリアを擬人化、もしくは寓意化した女性の姿である。トゥッリタ（Turrita）とは「塔の」を意味する。類似の概念としてゲルマニアやブリタニアがある。
イタリアを擬人化した女性として描く風習は古代からあり、特にイタリアを本土とするローマ帝国が成立してからは盛んに貨幣や立像などに女神として描かれた。イタリアを象徴する女神は石積みの城壁と塔が環状になった王冠である城壁冠を頭上に頂いており、これは共和制時代からの伝統である市民権制度を意味していた。城壁冠は古代ローマ文明が滅んだ後の中世時代においても、上記の市民権制度を象徴する意味合いから城郭都市や自由都市で盛んに描かれ、現在のイタリア共和国における地方自治体（コムーネ）の幾つかでも市や町の紋章として受け継がれている。
イタリア・トゥッリタ自体も中世・近世に受け継がれ、ミラノ公ルドヴィーコ・スフォルツァが自らの城にイタリア・トゥッリタを描かせている。この時代のイタリア・トゥッリタは地中海地方の人々の典型的な特徴を有する若い女性として描かれ、体格は豊満で顔色は赤く生き生きとし、髪の色は黒か茶色、優美で理想的な美しい顔だちをしている。近代に入ってイタリアで民族主義が高まると一層に描かれる機会が増え、イタリア統一が達成された後は帝国主義的なプロパガンダで使用される事も多かった。一方で共和主義の象徴としての立場もあり、第二次世界大戦後の王政廃止を巡る投票では共和派によって用いられ、現在のイタリア共和国でも肯定的に扱われている。
城壁冠以外に手には一房のトウモロコシの実（肥沃さの寓意であり、農業をもとにした経済を意味する）を持つこともあれば、正義を象徴する秤と剣を持つこともある。リソルジメント後のイタリア王国ではサヴォイア家の赤十字がドレスに描かれ、イタリア国旗を手に持っている画が多い。ファシスト党の独裁体制の時期は古代ローマのリクトルたちが捧げ持った権威の象徴であり、ファシズムのシンボルともされたファスケス（束桿）を持っていた。
またイタリア・トゥッリタの頭上に五芒星が光を放っていることがある。この五芒星はステッローネ・ディタリア（Stellone d'Italia）と呼ばれ、古代のイタリアの世俗の象徴物であり国家の守りの意味を持つ。イタリア王国成立以前のイタリア統一運動に使われた図像では、イタリア・トゥッリタの頭上には白い星が描かれ、1948年に制定されたイタリアの国章ではこの白い星が大きく描かれている。

## ギャラリー

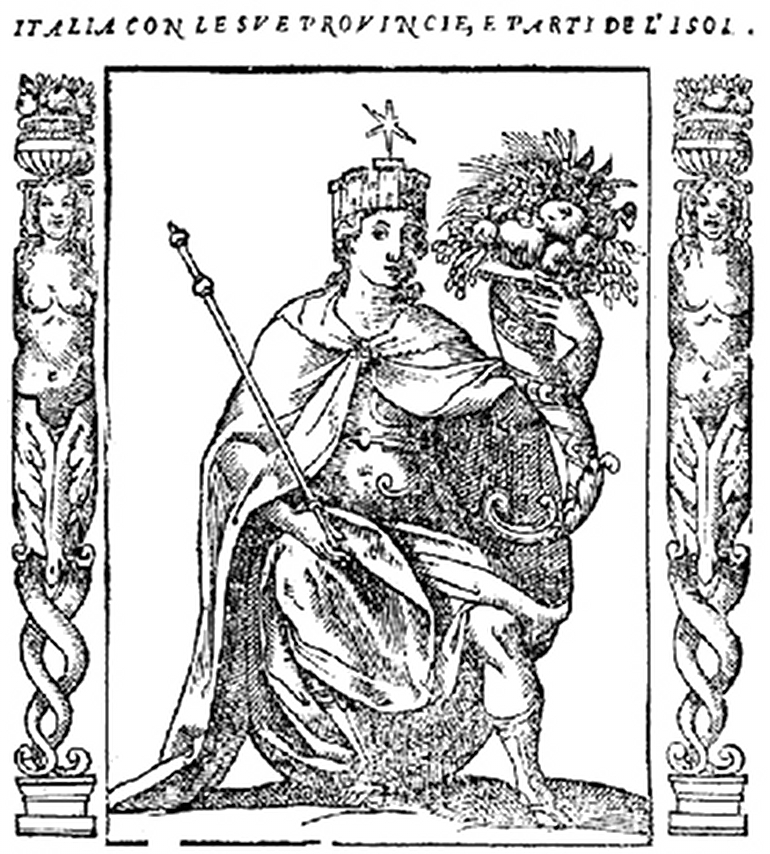
『イタリア・トゥッリタの図像』（チェーザレ・リパ（英語版）作） 1603年に書き記された図像。
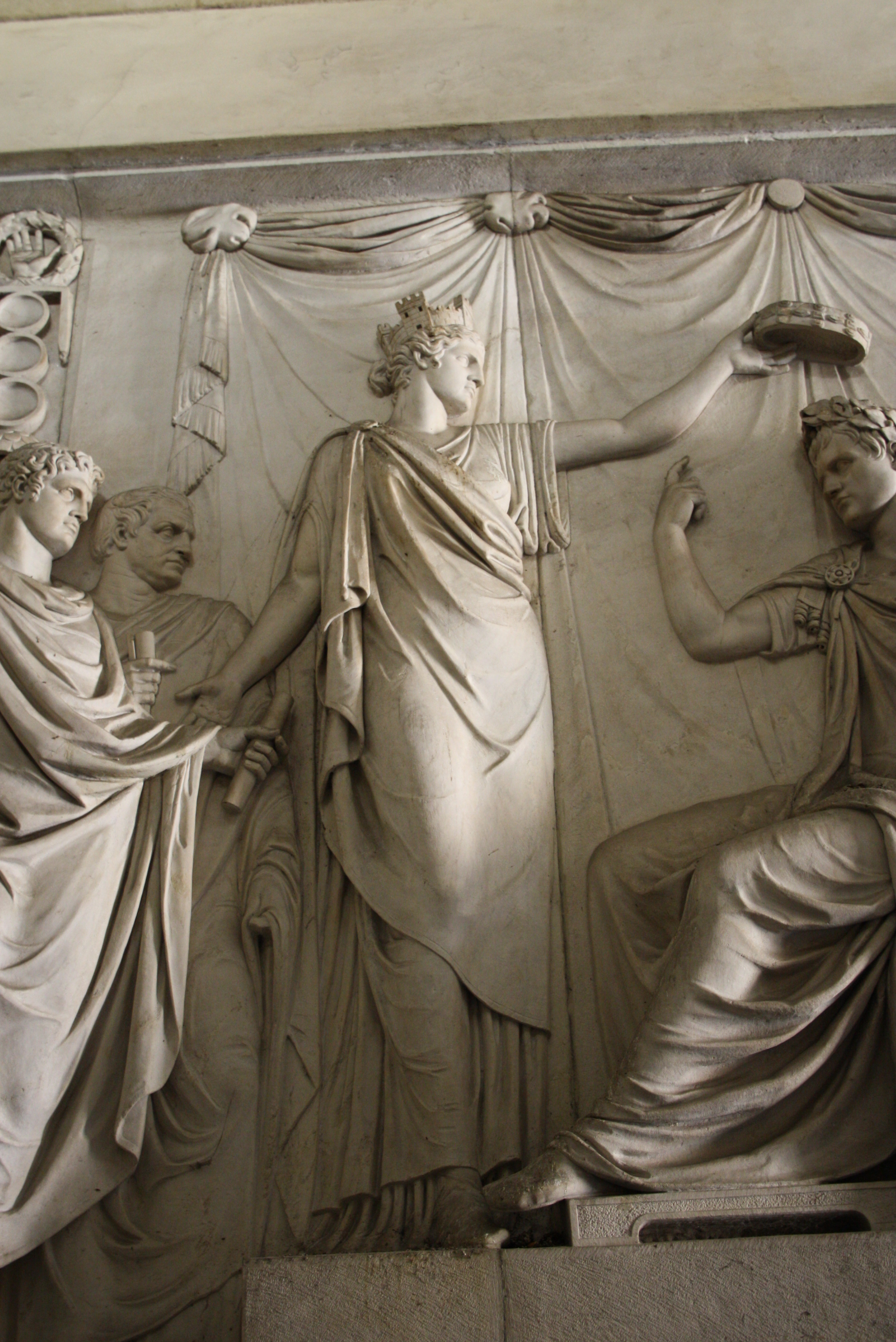
『ナポレオンに王冠を授けるイタリア・トゥッリタ』（ガエターノ・マッテオ・モンティ（英語版）作） 1807年に作られたレリーフ。コルシカ島出身のフランス皇帝ナポレオン1世がイタリア王ナポレオーネ1世として即位した際に作られた。
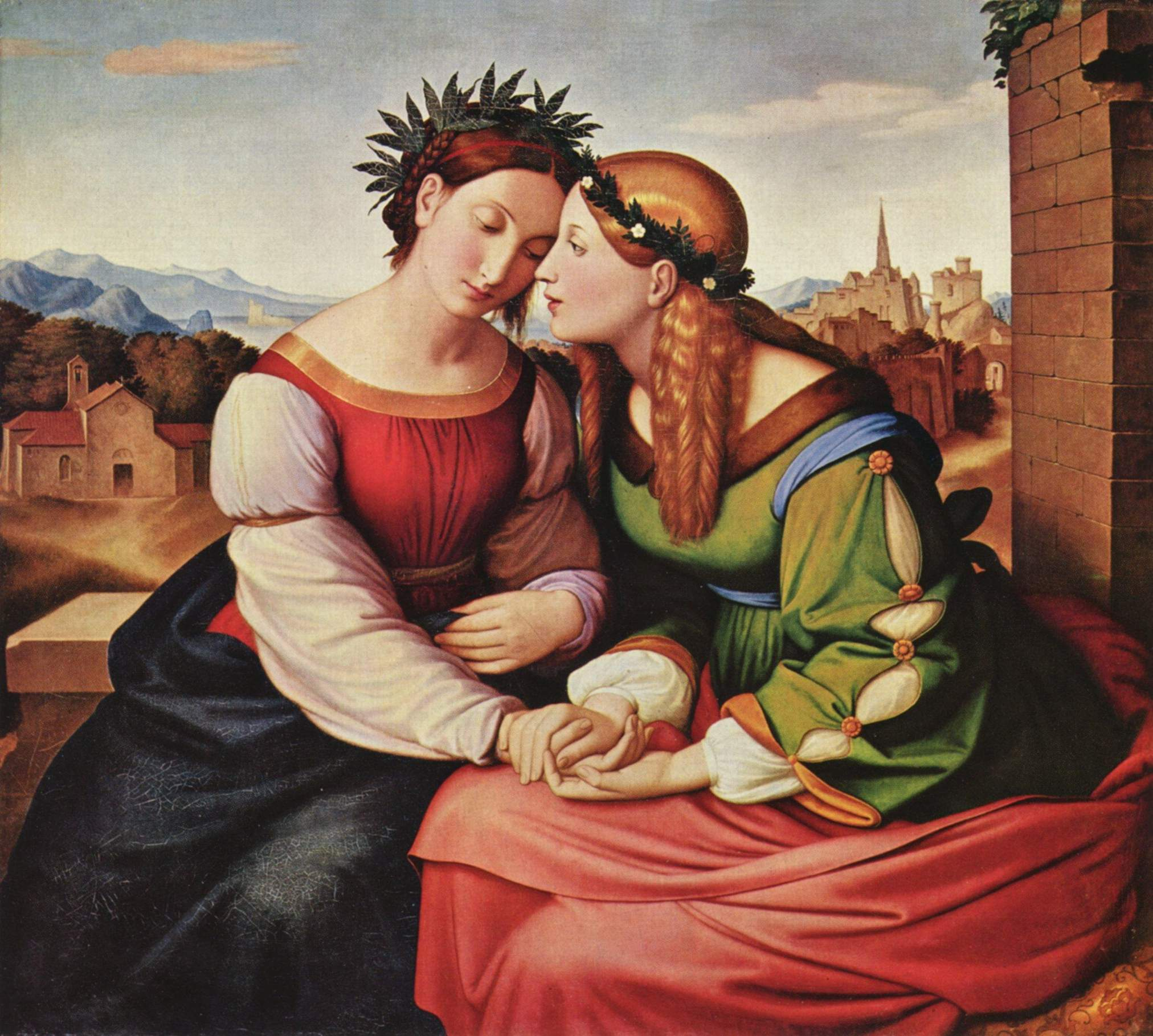
『イタリア・トゥッリタとゲルマニア』（ヨハン・フリードリヒ・オーファーベック作） 1828年に描かれた絵画。ゲルマニアとセットで描かれている。
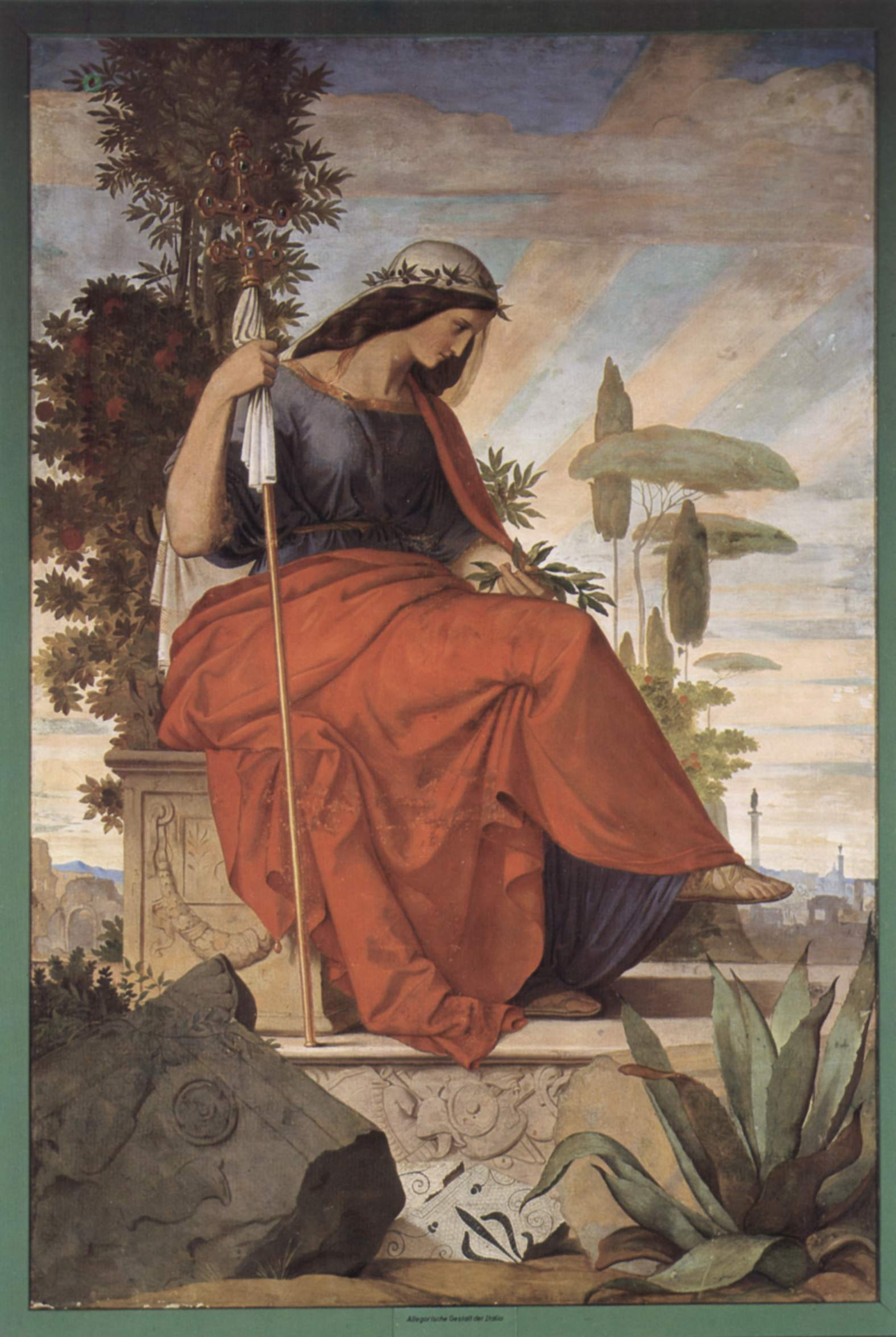
『イタリア・トゥッリタ』フィリップ・ファイト 作） 1836年作。こちらもゲルマニアが描かれた絵画と対になっている。
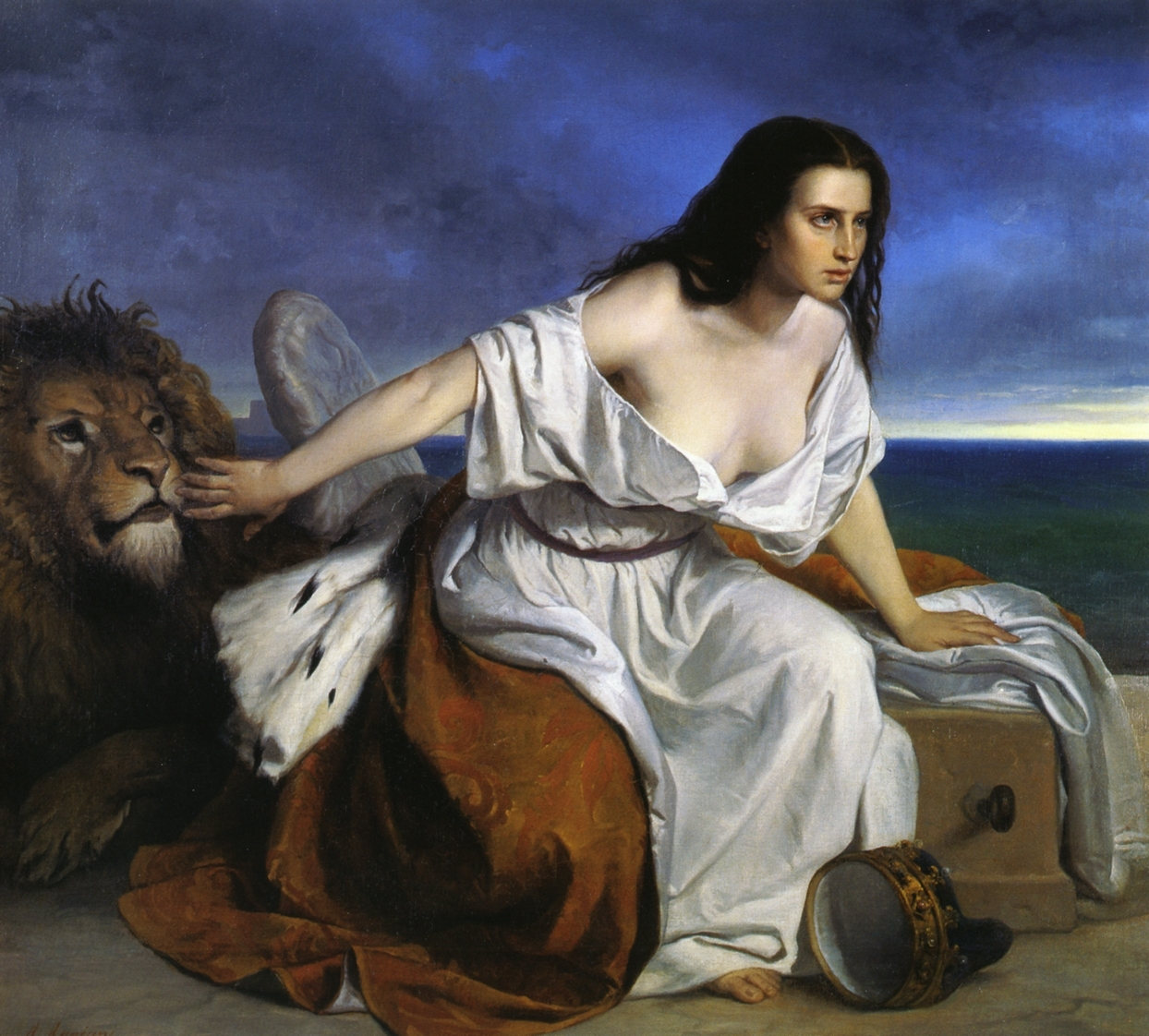
『ヴェネトはイタリアを望む』（アンドレア・アッピアーニ作） リソルジメント期の絵画。イタリア・トゥッリタが旧ヴェネツィア共和国の象徴である獅子を守る姿が描かれている。
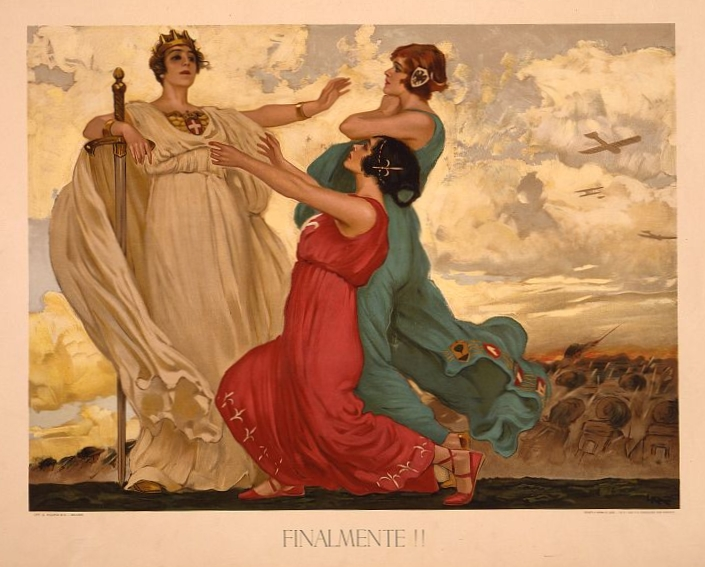
『Finalmente！（ついに！）』（レオポルド・メトリコヴィッツ作） 第一次世界大戦時のプロパガンダポスター。二人の女性（トリエステとトレント）が剣を持ったイタリア・トゥッリタを出迎えている。
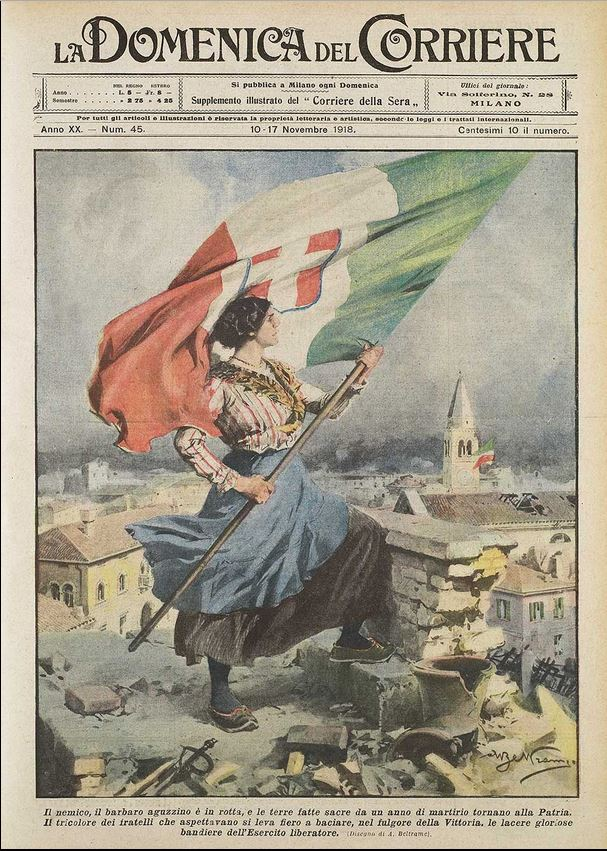
『トリエステに掲げられる三色旗』アキーレ・ベルトラーメ作） 第一次世界大戦の終戦を伝える1918年11月10日の新聞記事。イタリア・トゥッリタがイタリア国旗を持ってトリエステの丘に立っている。
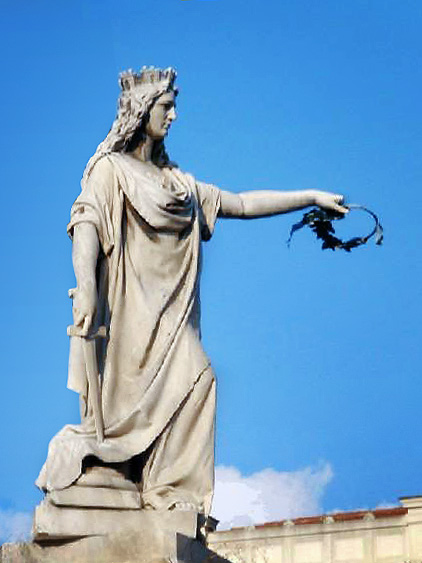
レッジョ・ディ・カラブリアのヴィットーリオ・エマヌエーレ2世広場（イタリア広場）にある彫像。手に月桂樹を持っている。
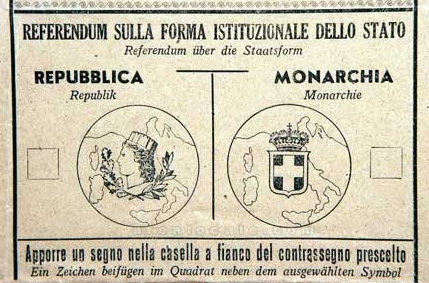
1946年王政廃止に関するイタリアの国民投票で使われた投票用紙。王党派の側にはサヴォイア家を意味する十字の紋章が、共和派の側にはイタリア・トゥッリタが描かれている。